# 27660 Waterwayuni
27660 Waterwayuni este un asteroid din centura principală de asteroizi.

## Descriere
27660 Waterwayuni este un asteroid din centura principală de asteroizi. A fost descoperit pe 2 octombrie 1978 la Observatorul de Astrofizică din Crimeea de Liudmila Juravliova. Asteroidul prezintă o orbită caracterizată de o semiaxă mare de 2,80 ua, o excentricitate de 0,21 și o înclinație de 9,3° în raport cu ecliptica.